# Basail
Pour l’article homonyme, voir Basail (Argentine).
Basail (en bengali : বাসাইল) est une upazila du Bangladesh dans le district de Tangail. En 2011, on y dénombrait 159 870 habitants.